# وحدة المناورة المحمولة باليد

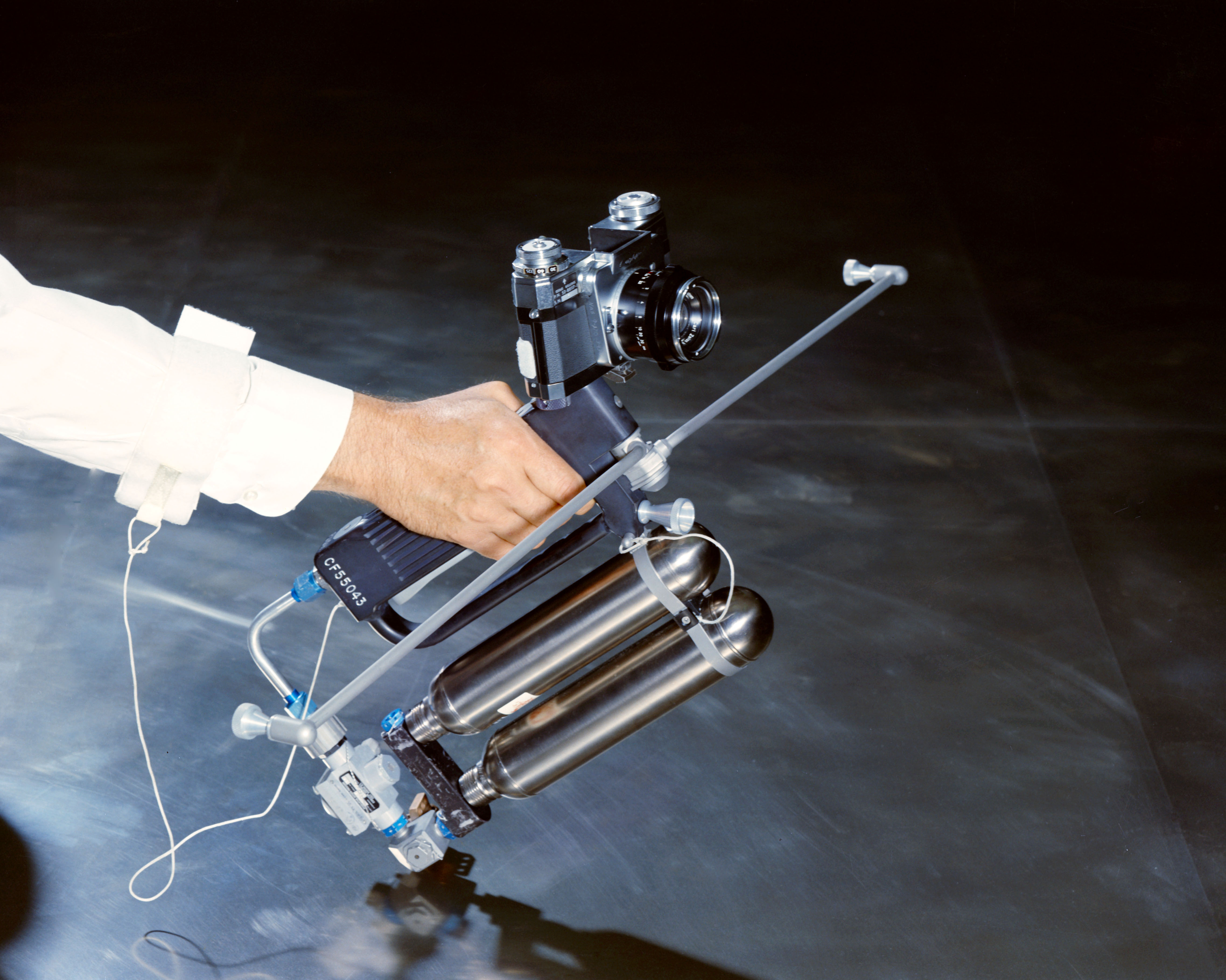
Gemini 4 HHMU

وحدة المناورة المحمولة باليد (HHMU)، التي تُعرف أيضًا باسم بندقية المناورة، أو بشكل غير رسمي باسم «البندقية ذات الأزيز (zip gun)»;, كانت تُستخدم من قِبل رائد الفضاء إدوارد هيغينز وايت (Edward Higgins White) في أول عملية «سير في الفضاء» أمريكية أو نشاط خارج المركبة، في جيمني 4 ، 3 يونيو، 1965. وتواجدت طرز مختلفة من وحدة المناورة المحمولة باليد على متن المركبة جيمني 4 و8 و10 و11، ولكنها استخدمت فقط على متن المركبة جيمني 4 وجيمني 10. ووصف رواد الفضاء الوحدة بأنها أسهل في الاستخدام من وسائل المناورة الأخرى أثناء السير في الفضاء. وقد أتاحت الدافع لمغادرة مركبة الفضاء، وكانت أسهل وسيلة في بيئة الجاذبية الصغرى.
وحصل الجهاز الخاص بالمركبة جيمني 4 على الدافع الخاص به من الصهاريج الموجودة بالجهاز واستخدم الأكسجين المضغوط للتحكم في رائد الفضاء ودفعه عبر الحفاظ على قوة الدفع. واستمتع وايت باستخدام الوحدة ووجدها مفيدة، ولكنها سرعان ما نفد وقودها، الأمر الذي اضطره لاستخدام الطول الخاص به للاستمرار في المناورة. ومع ذلك، فإن أحد زملائه من أفراد الطاقم جيمس ماكديفيت أعاد توصيف الوحدة بأنها “يائسة” “وغير مجدية تمامًا” حيث إنه تطلبت دقة الهدف عبر مركز الكتلة للمستخدم من أجل الانزلاق في خط مستقيم دون التسبب في دوران غير مرغوب فيه.
والجهاز الذي تم حمله على متن المركبة جيمني 8 (16-17 مارس، 1966) حصل على وقوده الفريون 14 من صهريج يُحمل على ظهر رائد الفضاء. ولم يحظَ رائد الفضاء ديفيد سكوت مطلقًا على فرصة لاستخدامه، بسبب الاضطرار إلى إنهاء الرحلة قبل نشاطه خارج المركبة نظرًا لحدوث مشكلة خطيرة في الدسر.
وحصل الجهاز الخاص بالمركبة جيمني 10 المستخدم من قِبل مايكل كولينز على وقود غاز النيتروجين الخاص به من داخل المركبة الفضائية، عبر خرطوم كان متصلاً بالموصل السُري لرائد الفضاء. واستخدمه كولينز بنجاح للتحرك إلى الأمام والخلف بين المركبة جيمني ومركبة أجينا تارجيت.
ولم يتعود ريتشارد جوردون (Richard Gordon) على استخدام وحدة المناورة المحمولة باليد الخاصة به على متن المركبة جيمني 11، بسبب الاضطرار إلى وقف النشاط خارج المركبة نظرًا لشعوره بالإرهاق.

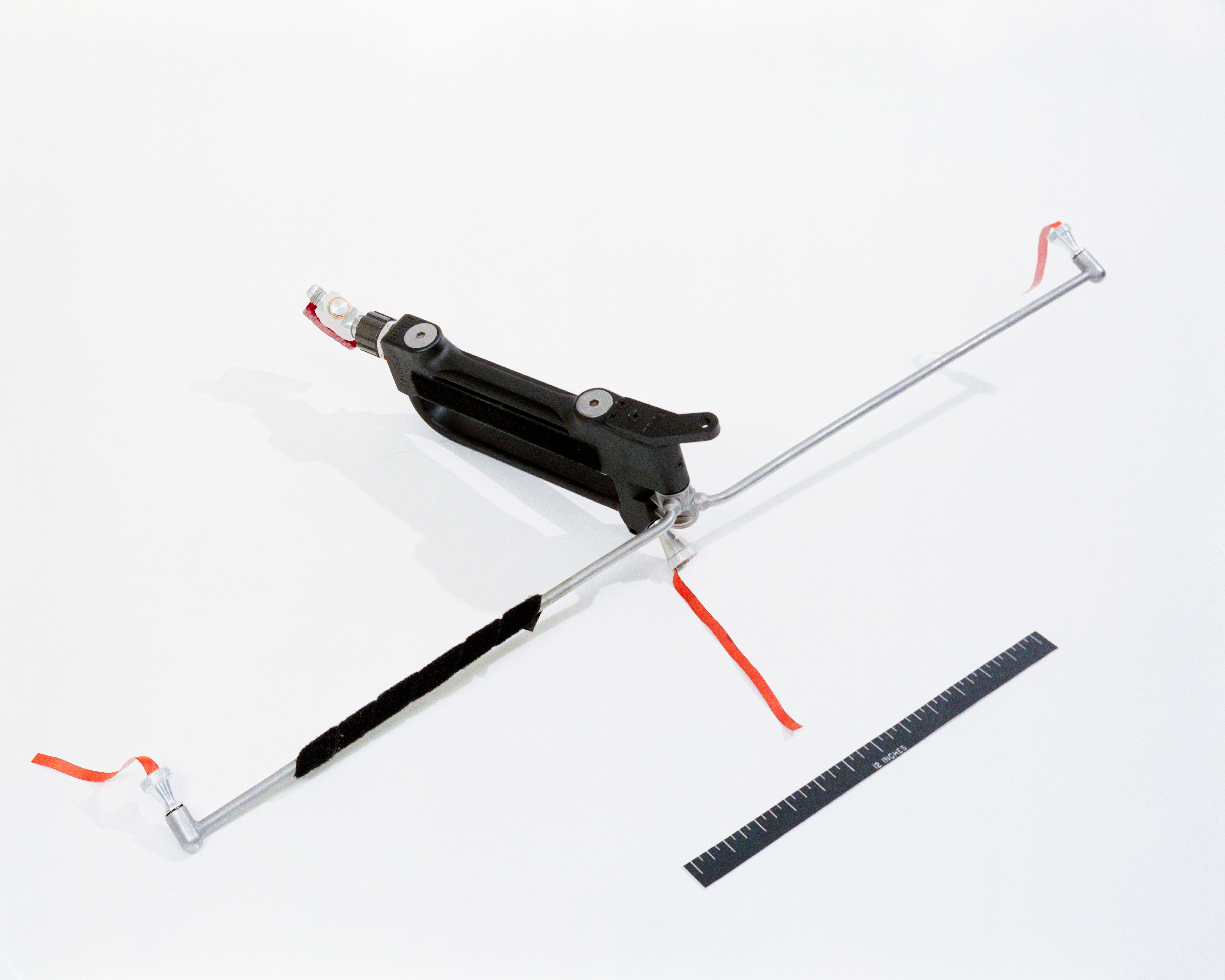
Gemini 8 HHMU

## وصلات خارجية
- Suited for spacewalking - NASA